# XoloX
Xolox era un client per la rete Gnutella. Lo sviluppo è attualmente cessato: il sito è stato messo offline nel giugno 2007.
Punta tutto sulla semplicità d'uso, l'interfaccia gradevole e pulita, la connessione al network Gnutella rapida ed automatica ed l'utilizzo del multi-sourcing.

## Scheda tecnica
- Reti Utilizzate: Gnutella - Gnutella2 - eDonkey - Overnet
- Dimensione File: 79KB (piccolo programma che si connette al server per scaricare la versione completa)
- Sistema Operativo: Windows 95/98/Me/NT/2000/XP
- Spyware/Adware: Si
- Progetto attivo?: Si

## La società
La società che sviluppa Xolox è la XoloX B.V. che ha sede nei Paesi Bassi.
Di questa società si sa veramente poco, per cui non è possibile dare altre informazioni al riguardo.

## La storia
Xolox fu il primo software, della rete Gnutella, a supportare il multi-sourcing, ovvero la possibilità di scaricare un file da più fonti (per velocizzare il download).

### Xolox salvato dagli utenti
Nel 2001 il team di sviluppo decise di sospendere lo sviluppo a causa delle pressioni legali che la RIAA fece contro gli utilizzatori della rete FastTrack ed in particolar modo di Kazaa (all'epoca software numero uno e sviluppato, come Xolox, nei Paesi Bassi).
Molti utenti non presero di buon occhio questa decisione, in quanto credevano che Xolox era un ottimo programma per la rete Gnutella. Alcuni appassionati riuscirono a "sbloccare" il programma in modo da renderlo funzionante anche senza l'autorizzazione da parte del team ufficiale.
In pratica veniva rimosso il messaggio di "cessazione dell'attività di Xolox" tramite un piccolo programmino (per gli amanti della storia è ancora possibile scaricarlo da qui).
Con questa semplice mossa tutto tornava alla normalità e si poteva tornare ad utilizzarlo tranquillamente.

### Lo sviluppo continua
A metà del 2002 i programmatori di Xolox decisero di riprendere lo sviluppo del programma.
Tale sviluppo non è mai stato molto veloce ed è quasi un anno che non viene pubblicata nessuna nuova versione (si è rimasti alla 2.0 del maggio 2004).
Proprio con la versione 2.0 anche Xolox ha abbracciato il concetto di software multi piattaforma.
Infatti, con Xolox, si può ricercare qualsiasi file sulle reti Gnutella, Gnutella2, eDonkey ed Overnet con tutti i pregi ed i difetti che questa concezione porta con sé.

### Il futuro
La rete Gnutella sta perdendo a poco a poco utenti che stanno migrando verso network più moderni e performanti (eDonkey o BitTorrent) per cui Xolox sembra destinato ad una lenta agonia. Anche i suoi concorrenti "interni" come LimeWire e Bearshare lo hanno superato sia tecnicamente sia come caratteristiche tecniche sia come numero totale di utenti.